# Neuroanatomia
Neuroanatomia – gałąź anatomii zajmująca się budową obwodowego i ośrodkowego układu nerwowego u człowieka i zwierząt. Równocześnie, stanowi jedną z najstarszych gałęzi neurobiologii.
W jej obrębie wyróżnia się między innymi neuroanatomię strukturalną, badającą wyłącznie wzajemne stosunki struktur neuroanatomicznych, i neuroanatomię czynnościową, badającą współdziałanie określonych struktur podczas określonych procesów. Czynność i budowa są jednak w neuroanatomii tak blisko powiązane, że w zasadzie nie rozpatruje się ich nigdy oddzielnie.
W badaniach fizjologii ośrodkowego układu nerwowego wyróżnia się cztery główne podejścia:
1. porównawcze, w którym wnioski wyciągane są z neuroanatomicznych badań porównawczych różnych gatunków zwierząt,
2. rozwojowe, w którym przedmiotem badania jest rozwój układu nerwowego u prawidłowo rozwijającego się osobnika,
3. cytoarchitektoniczne, polegające na badaniach wielkości, kształtu, budowy i rozmieszczenia komórek nerwowych w określonych strukturach mózgowia i rdzenia kręgowego,
4. biochemiczne, opierające się na badaniu przekaźnictwa neurochemicznego.